# Brussels Cycling Classic 2023
La 103.ª edición de la clásica ciclista Brussels Cycling Classic fue una carrera en Bélgica que se celebró el 4 de junio de 2023 sobre un recorrido de 207,49 km con inicio y final en la ciudad de Bruselas.
La carrera formó parte del UCI ProSeries 2023, calendario ciclístico mundial de segunda división, dentro de la categoría UCI 1.Pro y fue ganada por el francés Arnaud Démare del Groupama-FDJ. Completaron el podio, como segundo y tercer clasificado respectivamente, el danés Tobias Lund Andresen del DSM y el belga Jordi Meeus del Bora-Hansgrohe.

## Equipos participantes
Tomaron parte en la carrera 20 equipos, de los cuales 10 fueron equipos de categoría UCI WorldTeam y 10  de categoría UCI ProTeam, quienes formaron un pelotón de 136 ciclistas de los que terminaron 87. Los equipos participantes fueron:
| WorldTeams (10)- AG2R Citroën Team - Alpecin-Deceuninck - Bora-Hansgrohe - Cofidis - Groupama-FDJ - Intermarché-Circus-Wanty - Soudal Quick-Step - Arkéa-Samsic - Team DSM - Team Jayco AlUla ProTeams (10)- Bingoal WB - Bolton Equities Black Spoke Pro Cycling - Human Powered Health - Israel-Premier Tech - Lotto Dstny - Q36.5 Pro Cycling Team - Team Corratec-Selle Italia - Team Flanders-Baloise - TotalEnergies - Uno-X Pro Cycling Team |
| |

## Clasificación final
- La clasificación finalizó de la siguiente forma:[2]

| \| Clasificación general \| Clasificación general \| Clasificación general \| Clasificación general \| Clasificación general \| \| Ciclista \| Ciclista \| Equipo \| Tiempo \| \| \| --------------------- \| --------------------- \| ------------------------ \| --------------------- \| --------------------- \| \| 1.º \| Arnaud Démare \| Groupama-FDJ \| 4 h 41 min 51 s \| \| \| 2.º \| Tobias Lund Andresen \| Team DSM \| + 0 s \| \| \| 3.º \| Jordi Meeus \| Bora-Hansgrohe \| + 0 s \| \| \| 4.º \| Biniam Girmay \| Intermarché-Circus-Wanty \| + 0 s \| \| \| 5.º \| Dries Van Gestel \| TotalEnergies \| + 0 s \| \| \| 6.º \| Clément Venturini \| AG2R Citroën Team \| + 0 s \| \| \| 7.º \| Matis Louvel \| Arkéa-Samsic \| + 0 s \| \| \| 8.º \| Tom Van Asbroeck \| Israel-Premier Tech \| + 0 s \| \| \| 9.º \| Cedric Beullens \| Lotto Dstny \| + 0 s \| \| \| 10.º \| Derek Gee \| Israel-Premier Tech \| + 0 s \| \| |                      |                          |                 |
| |                      |                          |                 |
| Fuente: ProCyclingStats |                      |                          |                 |
| Clasificación general |                      |                          |                 |
| Ciclista | Ciclista             | Equipo                   | Tiempo          |
| 1.º | Arnaud Démare        | Groupama-FDJ             | 4 h 41 min 51 s |
| 2.º | Tobias Lund Andresen | Team DSM                 | + 0 s           |
| 3.º | Jordi Meeus          | Bora-Hansgrohe           | + 0 s           |
| 4.º | Biniam Girmay        | Intermarché-Circus-Wanty | + 0 s           |
| 5.º | Dries Van Gestel     | TotalEnergies            | + 0 s           |
| 6.º | Clément Venturini    | AG2R Citroën Team        | + 0 s           |
| 7.º | Matis Louvel         | Arkéa-Samsic             | + 0 s           |
| 8.º | Tom Van Asbroeck     | Israel-Premier Tech      | + 0 s           |
| 9.º | Cedric Beullens      | Lotto Dstny              | + 0 s           |
| 10.º | Derek Gee            | Israel-Premier Tech      | + 0 s           |

## UCI World Ranking
La Brussels Cycling Classic otorgó puntos para el UCI World Ranking para corredores de los equipos en las categorías UCI WorldTeam, UCI ProTeam y Continental. Las siguientes tablas son el baremo de puntuación y los diez corredores que obtuvieron más puntos:
| Posición              | 1.º | 2.º | 3.º | 4.º | 5.º | 6.º | 7.º | 8.º | 9.º | 10.º | 11.º | 12.º | 13.º | 14.º | 15.º | 16.º-30.º | 31.º-40.º |
| Clasificación general | 200 | 150 | 125 | 100 | 85  | 70  | 60  | 50  | 40  | 35   | 30   | 25   | 20   | 15   | 10   | 5         | 3         |

| Clasificación |                      |                          |         |
| Posición      | Ciclista             | Equipo                   | General |
| ------------- | -------------------- | ------------------------ | ------- |
| 1.º           | Arnaud Démare        | Groupama-FDJ             | 200     |
| 2.º           | Tobias Lund Andresen | DSM                      | 150     |
| 3.º           | Jordi Meeus          | Bora-Hansgrohe           | 125     |
| 4.º           | Biniam Girmay        | Intermarché-Circus-Wanty | 100     |
| 5.º           | Dries Van Gestel     | TotalEnergies            | 85      |
| 6.º           | Clément Venturini    | AG2R Citroën             | 70      |
| 7.º           | Matis Louvel         | Arkéa Samsic             | 60      |
| 8.º           | Tom Van Asbroeck     | Israel-Premier Tech      | 50      |
| 9.º           | Cedric Beullens      | Lotto Dstny              | 40      |
| 10.º          | Derek Gee            | Israel-Premier Tech      | 35      |